# Império Máuria
O Império Máuria ou Mauria (em sânscrito: मौर्य साम्राज्य; romaniz.: Maurya sāmrājya) foi um poderoso Estado geograficamente extenso da Idade do Ferro da Índia, governado pela dinastia Máuria (मौर्य राजवंश) entre 322 a.C. e 185 a.C.. Originário do Reino de Mágada na planície Indo-Gangética (moderna Bihar e Utar Pradexe) no lado oriental do subcontinente indiano, o império tinha sua capital em Pataliputra (moderna Patna). O império foi fundado em 322 a.C. por Chandragupta Máuria que tinha derrubado a dinastia do Império Nanda e rapidamente expandiu seu poder para Ocidente através da Índia Central e Ocidental, tomando vantagem das disputas dos poderes locais na esteira da retirada dos exércitos gregos de Alexandre, o Grande. Por 316 a.C., o império tinha ocupado completamente o Noroeste da Índia, derrotando e conquistando os sátrapas deixados por Alexandre.[carece de fontes?] Chandragupta então derrotou a invasão liderada por Seleuco I Nicátor, um general do exército de Alexandre, ganhando territórios adicionais a oeste do rio Indo.
O Império Máuria foi um dos maiores impérios do mundo em sua época,e o maior da história do subcontinente indiano. Em sua maior extensão, o império se estendia do norte ao longo das fronteiras naturais do Himalaia, para o leste em Assam, para o oeste além do moderno Paquistão e nas montanhas Indocuche do que é hoje o Afeganistão. O império foi expandido para as regiões Central e sul da Índia pelos imperadores Chandragupta e Bindusara, mas excluiu uma pequena porção de regiões tribais e florestadas próximas a Calinga (moderna Orissa), até ser conquistado por Asoca. Declinou ca. 50 anos após o reinado de Asoca terminar, e se dissolveu em 185 a.C. com a fundação do Império Sunga em Mágada por Pusiamitra Sunga.
Sob Chandragupta e seus sucessores, as atividades econômicas como o comércio interno e externo e agricultura prosperaram e e se expandiram através da Índia graças a criação de um único e eficiente sistema de finanças, administração e segurança. Após a Guerra de Calinga, o império experimentou quase meio século de paz e segurança sob Asoca. A Índia Máuria também gozou uma era de harmonia social, transformação religiosa e expansão das ciências e do conhecimento. A adesão de Chandragupta Máuria ao jainismo aumentou a reforma e renovação social e religiosa através de sua sociedade, enquanto a adesão de Asoca ao budismo tem sido considerado como a fundação do reino de paz e não-violência política e social através de toda a Índia. Asoca patrocinou a difusão dos ideais budistas no Seri Lanca, no Sudeste e Sudoeste Asiático e na Europa Meridional.[carece de fontes?]
A população do império foi estimada em cerca. 50 - 60 milhões fazendo o Império Máuria um dos impérios mais populosos da Antiguidade. Arqueologicamente, o período máuria na Ásia Meridional coincide com o período tardio da cerâmica preta polida do Norte (CPPN; 300−100 a.C.). O Artaxastra e os Éditos de Asoca são as principais fontes de registros escritos nos tempos máuria. O Capitel do Leão de Asoca em Saranate foi feito o emblema nacional da Índia.